# Pegasus Airlines
Pegasus Airlines (turco, Pegasus Hava Taşımacılığı A.Ş.) è una compagnia aerea a basso costo turca con base a Istanbul, la cui più importante base operativa è l'Aeroporto Internazionale Sabiha Gökçen.
Opera tra Europa e Medio Oriente, collegando 130 aeroporti situati in 40 Paesi.

## Storia
Il 1º dicembre 1989, due aziende, Net e Silkar, hanno collaborato con Aer Lingus per creare una compagnia aerea charter turistica denominata Pegasus Airlines. I servizi sono stati inaugurati il 15 aprile 1990 con due Boeing 737-400. Nella mitologia greca, Pegaso (in greco: Πήγασος Pégasos, 'forte') era un cavallo alato generato da Poseidone, nel suo ruolo di dio cavallo, e partorito dalla Gorgone Medusa. Tuttavia, quattro mesi dopo il lancio, l'Iraq ha invaso il Kuwait e l'occupazione di sette mesi che ne è seguita ha avuto un grave effetto sul turismo turco. Nel 1992, i turisti iniziarono a tornare nel paese e Pegasus crebbe con l'acquisizione di un terzo 737-400. La compagnia aerea ha noleggiato altri due Airbus A320 per soddisfare la domanda estiva.
Dopo due anni positivi, Aer Lingus e Net hanno venduto le loro azioni della società nel 1994 alla Yapi Kredibank con sede a Istanbul, rendendo Pegasus una società puramente turca.
Il 4 settembre 1997, Pegasus ha ordinato un 737-400 e un 737-800 da Boeing Commercial Airplanes, diventando così il primo vettore turco a effettuare un ordine per il Boeing 737 Next Generation. La compagnia aerea ha anche firmato contratti di locazione per altri 10 737-800 da ILFC.
Nel gennaio 2005, ESAS Holdings ha acquistato Pegasus Airlines e ha nominato Ali Sabanci come presidente. Due mesi dopo, ha trasformato la società da charter a vettore low cost. Nel novembre 2005, in coincidenza con l'inizio dei voli di linea, Pegasus ha effettuato un ordine per 12 nuovi 737-800 da Boeing, a cui è stato aggiunto un ordine per altri 12 737-800 nel novembre 2008. Quest'ultimo ordine era flessibile, poiché gli ordini potevano essere modificati in 737-700 o 737-900 a seconda della domanda del mercato.
Nel 2007 Pegasus aveva raggiunto una quota di mercato nazionale del 15%, che è cresciuta fino al 27% nel 2013. Nel 2019 ha trasportato un totale di 29,87 milioni di passeggeri.
Nel novembre 2011 Airberlin e Pegasus Airlines hanno lanciato Air Berlin Turkey, che si rivolgeva al mercato charter tra Germania e Turchia. La nuova compagnia aerea, tuttavia, è stata assorbita in Pegasus Airlines il 31 marzo 2013.
Nel 2012, Pegasus Airlines, seconda compagnia aerea della Turchia, ha firmato un ordine per 100 aeromobili della famiglia A320neo (57 modelli A320neo e 18 A321neo). Pegasus è diventato un nuovo cliente Airbus e la prima compagnia aerea turca a ordinare l'A320neo. Questo è stato il più grande ordine commerciale mai effettuato da una compagnia aerea in Turchia in quel momento ed è stato annunciato il 18 dicembre 2012 durante una cerimonia alla presenza di Binali Yıldırım, il ministro dei trasporti turco. Nel giugno 2012, Pegasus Airlines ha acquistato il 49% della compagnia aerea kirghisa Air Manas. Il 22 marzo 2013 la compagnia ha operato il suo primo volo con il marchio Pegasus Asia e poco dopo assorbiva la traballante Air Berlin Turkey.
La società ha offerto al pubblico il 34,5% delle sue azioni. Le azioni hanno iniziato a essere negoziate alla Borsa Istanbul come BİST: PGSUS il 26 aprile 2013.
Nell'ottobre 2016, Pegasus Airlines ha annunciato che stava offrendo tre dei suoi aeromobili sui mercati ACMI e leasing, affermando che il numero di passeggeri era in forte diminuzione.
Nel dicembre 2018 assorbiva integralmente Izair-Izmir Hava Yollari.

## Identità aziendale

### Cabina
Pegasus Airlines opera una configurazione interna di un'unica classe su tutti i suoi aerei. Un "Flying Cafe" è a disposizione di tutti i passeggeri per cui cibo e bevande sono forniti a un costo aggiuntivo. Pegasus sta anche considerando l'installazione di intrattenimento in volo e la ricarica delle cuffie (attualmente, solo gli schermi sopraelevati sono disponibili su 737-800 selezionati e visualizzano solo una mappa generata dal computer che mostra l'andamento del volo). Tutti i nuovi Boeing 737-800 arrivati dopo novembre 2011 hanno la configurazione Boeing Sky Interior.

### Addestramento e manutenzione
A differenza della maggior parte dei vettori low cost, Pegasus gestisce il proprio centro di addestramento per gli equipaggi di volo e un'organizzazione di manutenzione, Pegasus Technic. Entrambi i centri sono completamente autorizzati e vengono utilizzati per formare nuovi membri del personale sia a terra che in volo.

### Sponsorizzazioni
Pegasus Airlines è uno degli sponsor ufficiali della Türk Telekom Arena, uno stadio di nuova costruzione per il club turco Galatasaray Spor Kulübü.

## Destinazioni

### Accordi commerciali
Al 2022 Pegasus Airlines ha accordi di code-share con le seguenti compagnie:
- Flynas[12]
- ITA Airways[13]

## Flotta

### Flotta attuale

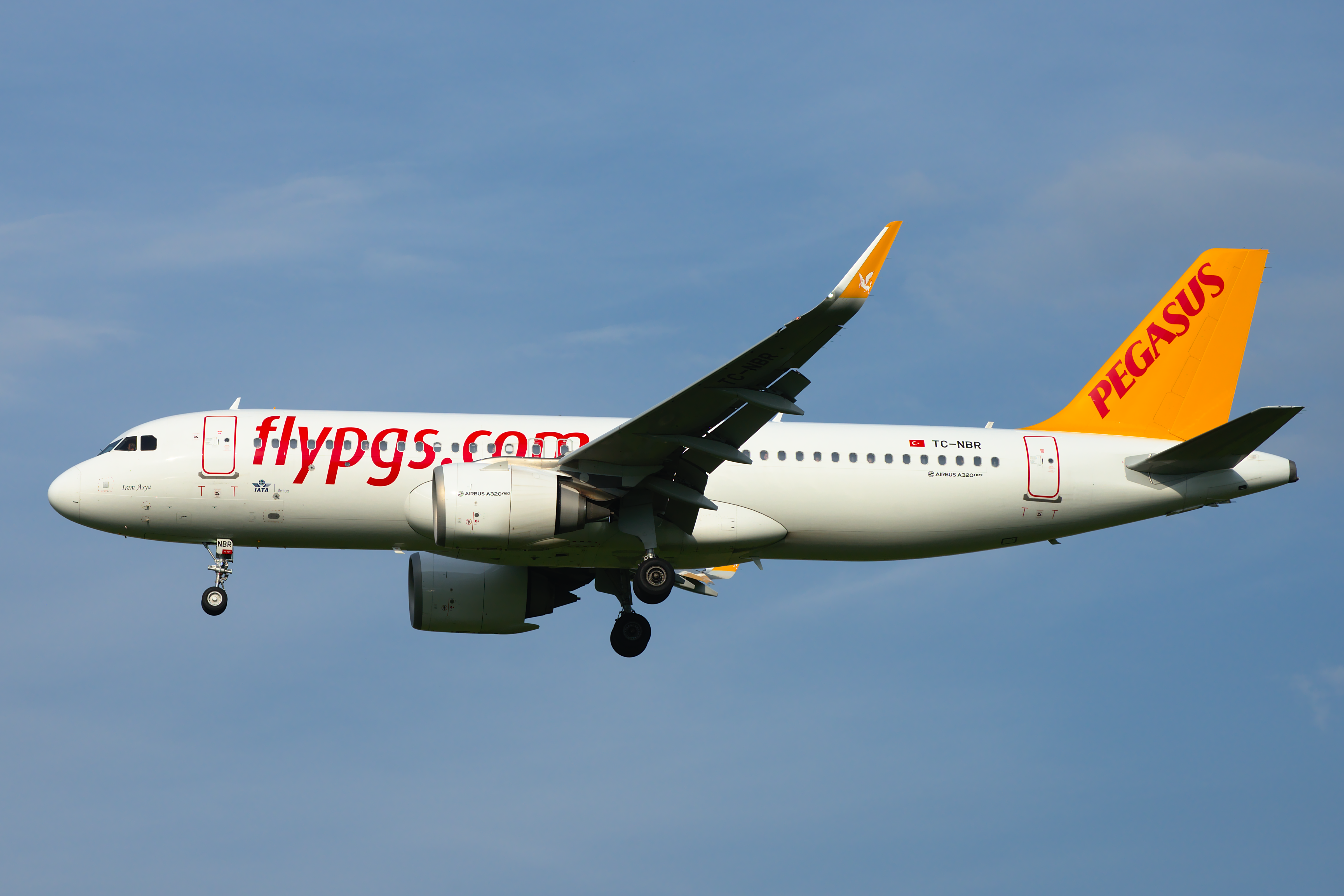
Un Airbus A320neo.

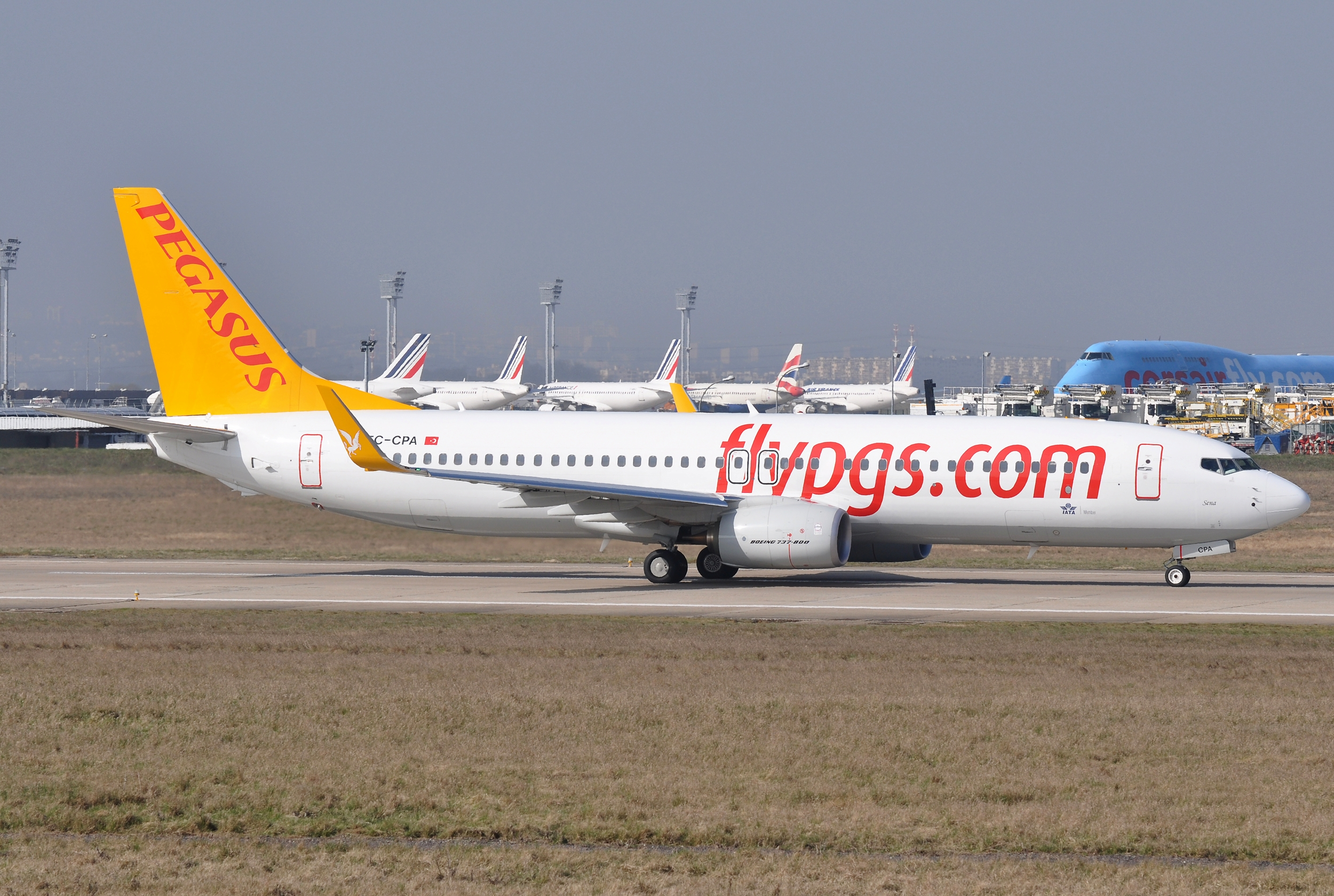
Un Boeing 737-800.

A settembre 2024, la flotta di Pegasus Airlines risulta composta dai seguenti aerei:

### Flotta storica

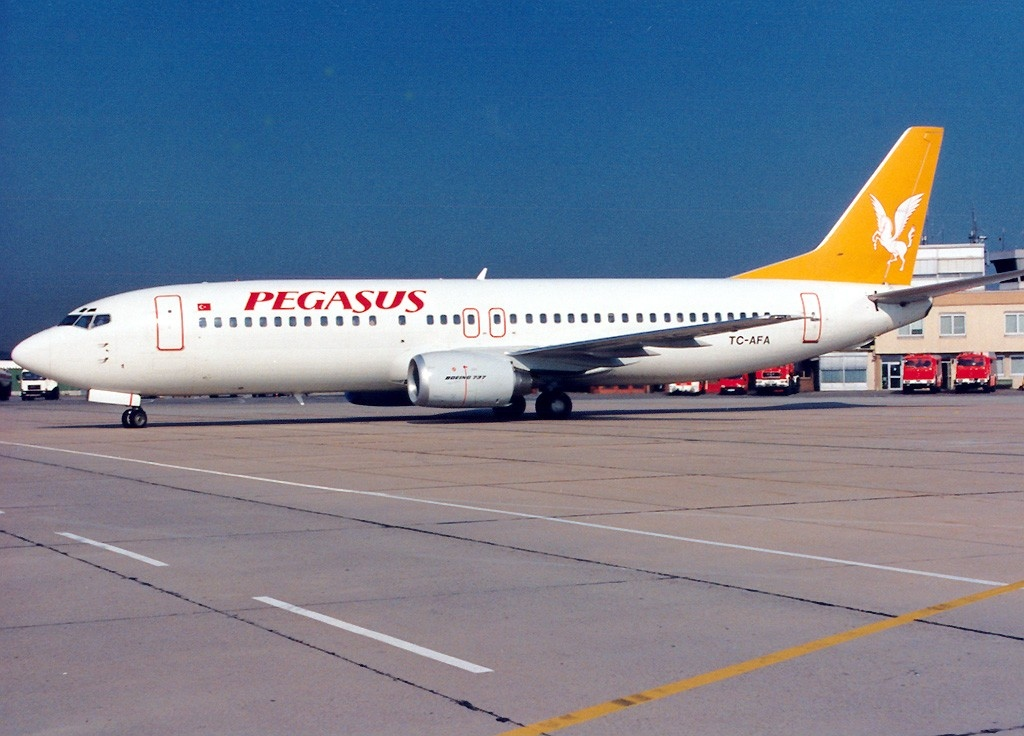
Uno degli ex Boeing 737-400.

Pegasus Airlines operava in precedenza con i seguenti aeromobili:

## Incidenti
- 7 febbraio 2014: il volo Pegasus Airlines 751, un Boeing 737, è stato vittima di un tentativo di dirottamento da parte del passeggero ucraino Artem Kozlov che sosteneva di avere una bomba a bordo. Il passeggero ha chiesto di essere trasportato in aereo a Sochi, la città ospitante delle Olimpiadi invernali del 2014, dove si stava svolgendo la cerimonia di apertura. L'aereo è atterrato in sicurezza a Istanbul.[15]
- 13 gennaio 2018: il volo Pegasus Airlines 8622, operato da un Boeing 737-800 tra Ankara e Trebisonda, durante l'atterraggio sulla pista 11 dell'aeroporto di Trebisonda è uscito sulla sinistra della pista ed è parzialmente scivolato lungo un pendio. Sebbene non vi siano state vittime o feriti tra i 168 passeggeri e membri dell'equipaggio a bordo, l'aeromobile è stato danneggiato irreparabilmente e successivamente demolito.[16]
- 7 gennaio 2020: il volo Pegasus Airlines 747, un Boeing 737-800, è uscito di pista atterrando all'aeroporto Internazionale Sabiha Gökçen di Istanbul. Tutti a bordo sono stati evacuati tramite scivoli. Non ci sono stati feriti.[17]
- 5 febbraio 2020: il volo Pegasus Airlines 2193, operato da un Boeing 737-800 tra Smirne e Istanbul, si è schiantato sulla pista durante l'atterraggio all'aeroporto Internazionale di Istanbul-Sabiha Gökçen, in Turchia. Lo schianto ha causato la morte di 3 persone e il ferimento di 179. È il primo incidente mortale nella storia della compagnia aerea. L'incidente è avvenuto meno di un mese dopo un altro incidente della Pegasus Airlines che ha coinvolto un Boeing 737 sulla pista dello stesso aeroporto.[18]